# Swim deep
Swim Deep  es un grupo de rock independiente británico formado en Birmingham, Inglaterra. El grupo actualmente lo crean Austin Williams (voz), Tom Higgins (guitarra), Zachary Robinson (batería), Cavan McCarthy (bajo), y James Balmont (teclados).
Swim Deep fue formado en 2011 por Williams, Higgins, y Wolfgang J. Harte. Harte dejó el grupo a finales de 2012 y fue substituido por Cavan McCarthy. James Balmont se unió al grupo en 2013 y ha sido miembro de este hasta ahora.
A finales de 2012, en Bruselas, empezaron a grabar lo que acabaría siendo su álbum debut Where the Heaven Are We. Más tarde publicaron el álbum llamado Mothers.

## Historia

### 2010-2012: Formación del grupo
Swim Deep fue formado en 2010 por Austin Williams, Tom Higgins, y Wolfgang J. Harte. El grupo examinó a muchos bateristas hasta que encontraron a Zachary Robinson, quien, entonces, tocaba en un grupo llamado Cajole Cajole. Sobre el nuevo batería, Austin dijo, " pensamos que esto era una aventura, pero nosotros acabábamos de perder a otro batería entonces preguntamos a Zach si él quería unirse a nuestro grupo, que fue una de las mejores cosas que nos pasó, sinceramente. Después de que unos meses, Harte anunció que iba a abandonar el grupo. El grupo continuó con tres participantes hasta que Cavan McCarthy entró en el grupo, un vendedor de merchandise de un grupo de Birmingham, de mercancía de un muchacho la cinta de Birmingham, Peace. El grupo publicó dos demostraciones en soundcloud en 2011, " Isla Vista " "y Santa Maria".
En 2012, Swim Deep firmó con Chess Club y difundió su single, " King City ", en mayo de 2012. Después de un tour británico con Spector en noviembre y el diciembre de 2012, el grupo fue a Bruselas a registrar su álbum debut con el productor Charlie Hugall. Ellos anunciaron su segundo solo, "Honey", en noviembre.

### 2013:Where the Heaven Are We
El grupo acompañó a Two Door Cinema Club en el tour de 2013 por UK. Su próximo single se publicó el 3 de febrero de 2013 con el nombre de “The Sea” y unos meses más tarde anunciaron se cuarto single, "She Changes the Weather".
El 29 de julio de 2013 su álbum Where the Heaven Are We fue difundido, este tuvo muy buenas críticas.

### 2014:Mothers
Mientras que siguieron haciendo actuaciones en 2013 para apoyar su albuem debut, el grupo empezó a grabar su segundo disco en Londres en 2014. En diciembre volvieron a Bruselas para seguir con su proyecto, hasta que terminaron de grabarlo en 2015. La primera canción de este nuevo disco fue “ to my brother” , que fue bastante criticado por el cambio de dirección y por la inesperada influencia de la música house. En la Revista DIY, Austin dijo: " Siento como todos nos estamos rapando la cabeza y yendo a la guerra con este record. " El segundo single del álbum, " One Great Song and I Could Change the World  ", fue publicado en abril de 2015.
En julio de 2015 el grupo anuncio la salida de su nuevo álbum “ Mothers”  que se publicó un poco más tarde de lo previsto. Mothers, fuertemente influenciado por el género de música acid house, recibió muy buenas críticas. En diciembre de 2015, Swim Deep hizo un tour con the 1975  por el norte de América.

## Estilo musical
El estilo musical del grupo ha sido definido como " rock basado en guitarra melódica que tiene influencia del “dream pop” de lo 80 y del “shoegaze” de los 90”.  El álbum debut del grupo tenía un sonido indie pop, con influencias de grupos como Ride y the Stone roses. Sin embargo, Swim Deep evolucionó a un sonido de pop psicodélico en su segundo álbum, Mothers, influenciado de house ácido, un toque de góspel y otros muchos estilos musicales.

## Miembros del grupo
- Austin Williams - voz, guitarra, sitar, teclados, sintetizador, órgano, piano, xilófono, percusión (En el grupo desde 2010 hasta hoy en día)
- Tom Higgins - guitarra, teclado, sintetizador, voz secundaria ( en el grupo desde 2010)
- Zachary Robinson – batería , percusión, teclado, sintetizador, voz secundaria ( en el grupo desde 2011)
- Cavan McCarthy - bajo, teclado, sintetizador, voz secundaria ( en el grupo desde 2012)
- James Balmont - teclados, sintetizador, keytar, piano, percusión, voz secundaria (miembro del tour 2013-2014, miembro oficial desde  2014 hasta hoy en día ,2016.)

## Discografía

### Álbumes
| AÑO  | TÍTULO                                                                                           | UK Albums Chart |
| ---- | ------------------------------------------------------------------------------------------------ | --------------- |
| 2013 | Where the Heaven Are We - Publicación: 5 de agosto de 2013 - Formato: CD, LP, y descarga digital | 20              |
| 2015 | Mothers - Publicación: 2 de octubre de 2015 - Formato: CD, LP, y descarga digital                | 55              |